# Красовська Анастасія Олегівна
Анастасія Олегівна Красовська (нар. 2 січня 1999, Мінськ) — білоруська модель та акторка. Найбільш відома головною роллю у фільмі Наталії Кудряшової «Герда».

## Життєпис
Анастасія Красовська народилася 2 січня 1999 року в Мінську. Там же пройшли її дитинство та юність. Навчалася на юристку-міжнародницю. Професійної акторської освіти не має. З 2017 року працює у модельному бізнесі. Жила у Китаї.
2019 року Красовська знялася у кліпі Тіми Білоруських «Витаминка». Її дебют у кіно пов'язаний із роллю у фільмі «Герда», яка принесла позитивну увагу кінокритики та нагороду престижного кінофестивалю. У 2022 році Красовська зіграла головну жіночу роль у спортивній драмі «Бультер'єр», у 2023 році — одну з ролей першого плану в серіалі «Слово пацана. Кров на асфальті».

## Приватне життя
Вболіває за московський Спартак.

## Нагороди
- Кінофестиваль у Локарно — приз за найкращу жіночу роль («Герда», 2021)[5][6]

## Фільмографія
- Герда (2021) .
- Важкі підлітки (2021)
- Зграя (2022 )
- Білий список (2022) — Литовченко
- Чорна весна (2022) — Анжела Бабич[7]
- Сільська драма (2022)[8]
- Слово пацана. Кров на асфальті (2023) — Ірина[9]
- Білий Список (2023) — Литовченко